# 青梨子町
青梨子町（あおなしまち）は、群馬県前橋市の地名。郵便番号は370-3573。面積は1.87km2(2013年現在)。

## 地理
前橋市の西部、榛名山東南麓に位置していて、南東に緩やかに傾斜している。

### 河川
- 八幡川
- 牛池川

## 歴史
江戸時代からの地名である。はじめ総社藩領、のちに幕府領となり、明和元年から沼田藩領であった。

### 年表
- 1889年4月1日 町村制施行により、周辺の池端村、上青梨子村、野良犬村と合併し青梨子村は、清里村となる。
- 1896年4月1日 郡の統合（西群馬郡と片岡郡の統合）により清里村は群馬郡に所属する。
- 1955年1月20日 新高尾村の一部とともに清里村は前橋市へ編入する。そのため清里村が廃止され前橋市青梨子町となる。
- 1959年 群馬用水の完成により、水田面積が増大した。

## 世帯数と人口
2017年（平成29年）8月31日現在の世帯数と人口は以下の通りである。
| 町丁     | 世帯数  | 人口    |
| -------- | ------- | ------- |
| 青梨子町 | 823世帯 | 1,993人 |

## 小・中学校の学区
市立小・中学校に通う場合、学区は以下の通りとなる。
| 番地 | 小学校             | 中学校             |
| ---- | ------------------ | ------------------ |
| 全域 | 前橋市立清里小学校 | 前橋市立第六中学校 |

## 交通

### 鉄道
鉄道駅はない。

### 道路
国道はなく、県道は群馬県道161号南新井前橋線、群馬県道6号前橋箕郷線、群馬県道25号高崎渋川線が通っている。

## 施設
- 前橋市立清里小学校
- 群馬県立前橋高等特別支援学校